# Looney Labs
Looney Labs ou Looney Laboratories est la maison d'édition de jeux de société d'Andrew Looney basée aux États-Unis.

## Quelques jeux édités
- Icehouse, 1991, Andrew Looney et John Cooper, Origins Award  jeu de société 2000
- Fluxx, 1997-1998, Andrew Looney et Kristin Looney, Mensa Select Mind Games  1999
- Aquarius, 1998, Andrew Looney
- Q-Turn, 1999, Andrew Looney
- Black Ice, 2000, Andrew Looney et John Cooper
- Chrononauts, 2000, Andrew Looney
- Cosmic Coasters, 2001, Andrew Looney, Origins Award  jeu de société 2001
- Stoner Fluxx, 2003, Andrew Looney